# A-40 (グライダー)
アントノフ A-40はソビエト連邦の試作した空挺戦車である。航空機の後方に戦車を牽引して滑空させ、戦場へ送り込んで空挺部隊やパルチザンを支援するよう意図していた。試作車輌が製造され、1942年に審査されたが、実際の運用は不可能であることが判明した。本車は「クルィーリヤ・タンカ」 （ロシア語: крылья танка「tank wings」の意味) の名称も有するほか、A-40TまたはKTとしばしば呼ばれる。

## 設計及び開発
他国が採用したような軍用グライダーに軽戦車を積載する方法の代わりとして、ソ連の空挺部隊はT-27豆戦車を重爆撃機の胴体下部に縛着し、滑走路にこれらを着地させた。1930年代になると、パラシュートをつけた戦車を投下して効果を見ること、あるいは単に水中へ戦車を投下する実験が行われた。1940年にソ連によるベッサラビアへの侵攻が開始された際に、TB-3爆撃機から軽戦車が高度数mで投下された可能性がある。これらは停止するまで空転可能なよう、変速機がニュートラルに入れられていた。
空挺投下される車輌の最大の問題点は、装備と乗員を分けて投下することであり、分かれた彼らが作戦行動に移るまで、多分に遅れたり妨害を受けることであった。グライダーならば、乗員に加えて戦車が投下地帯に到達できた。こうしたグライダーはまた、価値ある牽引用航空機が戦場上空を通過する必要を無くし、母機の露出を最小限にとどめた。そこでソ連空軍は、オリェーク・アントーノフに対し、空挺戦車用のグライダーを設計するよう指示した。

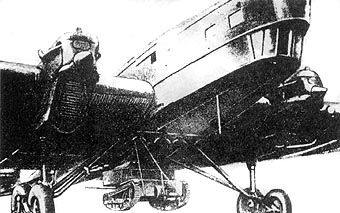
T-27豆戦車を搭載したTB-3爆撃機。1935年

アントーノフはより野心的であり、グライダーを造る替わりに、彼はT-60軽戦車へ分離可能なゆりかごを加え、木と布でできた大型の複葉翼と双尾翼を取り付けた。この戦車は戦場へ降下侵入でき、主翼を離脱させて、数分で戦闘準備を完了した。
1942年、1輛のT-60がグライダーへ変じた。この車輌はペトリャコフPe-8またはツポレフTB-3による牽引を意図していた。この車輌は空挺使用のために軽量化され、兵装、弾薬、ヘッドライトを撤去し、非常に限られた量の燃料を残していた。こうした改修を経てさえ、1942年9月2日に一度きり行われた初飛行で、TB-3爆撃機はこのグライダーの極度の抗力から、事故回避のためにこれを不時着させなければならなかった。報告によればこの戦車は滑らかに滑空したともされている。A-40はSergei Anokhinによって操縦されており、彼はソ連におけるグライダー試験のテストパイロットとして有名だった。T-60は飛行場近くの平原に着陸し、滑空用の翼と双尾翼を離脱した後、パイロットは基地へと戦車を帰した。この戦車を牽引するには160km/hの速さが必須であるが、それを行うほど十分に強力な航空機が欠如していたことから、開発計画は断念された。
ソビエト連邦は、効率的に空挺車輌を展開する手法を開発し続けた。1970年代中期、ソ連では乗員を乗せた状態でBMD-1戦闘車輌を空挺投下させることができた。

## 登場作品

### ゲーム
『トータル・タンク・シミュレーター』
ソビエト連邦の機密兵器軽戦車A-40 KTとしてT-60を改造したものが登場。空中から敵陣に向かって飛んでゆき着地すると双尾翼が外れる。